# Ланжиль, Стивен
Сти́вен Ланжи́ль (фр. Steeven Langil; 4 марта 1988, Фор-де-Франс, Мартиника) — мартиникский футболист, атакующий полузащитник клуба «Ратбури» и сборной Мартиники.

## Клубная карьера
Ланжиль родился 4 марта 1988 года в городе Фор-де-Франс в Мартинике, но вырос в Ле-Морн-Руж. Впоследствии его семья переехала в город Монпелье.
С 2004 года находился в академии клуба «Ним Олимпик». Он был переведён в первую команду в 2006 году и вышел на поле в 11 играх, забив два гола в третьем дивизионе Франции.
После завершения сезона Ланжиль переехал в «Осер». В течение сезона 2007/08 выступал за дубль, после чего был заявлен за главную команду и 19 октября 2008 года дебютировал в чемпионате Франции в домашнем матче против «Ренна» (0:0). В сезоне 2008/09 он сыграл 13 матчей, а летом 2009 года был отдан в аренду в клуб Лиги 2 «Кан». 10 августа 2009 года дебютировал за клуб в матче против «Нанта» (1:0). В этой команде за сезон он забил 9 голов и помог клубу занять первое место и выйти в чемпионат.
Летом 2010 года Ланжиль вернулся в «Осер». 3 ноября 2010 в конце матча против нидерландского «Аякса» в групповом этапе Лиги чемпионов 2010/11 забил гол, принеся своей команде победу 2:1. Однако закрепиться в команде Стивен снова не сумел, в связи с чем вторую половину сезона 2010/11 провел на правах аренды в «Валансьен», а в сезоне 2011/2012 также на правах аренды выступал за «Седан».
В сезоне 2012/13 Ланжиль снова играл за «Осер», который на тот момент уже вылетел в Лигу 2. Однако он не смог помочь команде вернуться в чемпионат и в начале сезона 2013/14 перешёл в «Генгам» из высшего французского дивизиона, выиграв с ним Кубок Франции.
16 июля 2014 года Ланжиль присоединился к новичку чемпионата Бельгии «Мускрон-Перювельз», где провел сезон 2014/15. После этого он провел в Бельгии ещё сезон за клуб «Васланд-Беверен».
26 июля 2016 года Ланжиль подписал трехлетний контракт с польской «Легией». 18 сентября 2016 в матче чемпионата против «Заглембе» забил первый гол за клуб, сравняв счет в матче, однако его команда всё-таки проиграла со счётом 2:3. Так и не закрепившись в составе «Легии», в январе 2017 года он вернулся на правах аренды в «Васланд-Беверен».

## Карьера в сборной
В 2009 году Ланжиль привлекался в состав молодежной сборной Франции. На молодежном уровне сыграл в 2 официальных матчах.
23 марта 2016 года дебютировал за сборную Мартиники в матче отборочного турнира на Карибский кубок 2017 против Британских Виргинских островов (3:0), в котором забил свой первый гол за сборную.
В следующем году в составе сборной был участником Золотого кубка КОНКАКАФ 2017, на котором сыграл во всех трёх матчах сборной, а во встрече против Никарагуа (2:0) отметился голом.

## Голы за сборную
По состоянию на 4 августа 2017
| № | Дата            | Стадион                                                        | Противник                     | Счёт | Результат | Соревнование                              |
| - | --------------- | -------------------------------------------------------------- | ----------------------------- | ---- | --------- | ----------------------------------------- |
| 1 | 23 марта 2016   | Пьер Аликер, Фор-де-Франс, Мартиника                           | Британские Виргинские Острова | 3:0  | 3:0       | Отборочный турнир на Карибский кубок 2017 |
| 2 | 7 июня 2016     | Уиндзор Парк, Розо, Доминика                                   | Доминика                      | 4:0  | 4:0       | Отборочный турнир на Карибский кубок 2017 |
| 3 | 8 октября 2016  | Эстадио Панамерикано, Сан-Кристобаль, Доминиканская Республика | Доминиканская Республика      | 1:0  | 2:1       | Отборочный турнир на Карибский кубок 2017 |
| 4 | 11 октября 2016 | Пьер Аликер, Фор-де-Франс, Мартиника                           | Тринидад и Тобаго             | 2:0  | 2:0       | Отборочный турнир на Карибский кубок 2017 |
| 5 | 8 июля 2017     | Ниссан-стэдиум, Нашвилл, США                                   | Никарагуа                     | 2:0  | 2:0       | Золотой кубок КОНКАКАФ 2017               |

## Достижения
Кан
- Лига 2 (1): 2009/2010

Генгам
- Кубок Франции (1): 2013/2014